# Pires Ferreira
Pires Ferreira is een gemeente in de Braziliaanse deelstaat Ceará. De gemeente telt 9.857 inwoners (schatting 2009).
De gemeente grenst aan Reriutaba, Varjota, Santa Quitéria, Hidrolândia en Ipu.